# Vexillum bellum
Vexillum bellum är en snäckart. Vexillum bellum ingår i släktet Vexillum och familjen Costellariidae. Inga underarter finns listade i Catalogue of Life.